# Viktor Löwenfeld
Viktor Löwenfeld (ur. 10 maja 1889 w Pradze, zm. ?) – austriacki piłkarz grający na pozycji obrońcy, a następnie trener. Był reprezentantem Austrii.

## Kariera klubowa
W swojej karierze piłkarskiej Löwenfeld grał w klubach Vienna Cricket & FC i Wiener Amateur SV, protoplastach Austrii Wiedeń. Grał w nich od 1908 do 1918 roku.

## Kariera reprezentacyjna
W reprezentacji Austrii Löwenfeld zadebiutował 1 czerwca 1909 w przegranym 1:8 towarzyskim meczu z Anglią, rozegranym w Wiedniu. Od 1919 do 1918 roku rozegrał 4 mecze w kadrze narodowej.

## Kariera trenerska
Po zakończeniu kariery piłkarskiej Löwenfeld pracował jako trener. W latach 1928–1930 był selekcjonerem reprezentacji Belgii, którą prowadził na Igrzyskach Olimpijskich w Amsterdamie i doprowadził ją do ćwierćfinału. Następnie dwukrotnie prowadził Royal Antwerp FC w latach 1930–1932 i 1936–1938. W sezonie 1930/1931 wywalczył z nim mistrzostwo Belgii.